# Peter Pawlett
Peter Ian Pawlett (ur. 3 lutego 1991 w Hedon) – angielski piłkarz grający na pozycji bocznego pomocnika w Aberdeen.

## Sukcesy
- Clydesdale Bank Premier League Young Player of the Month for November 2009.